# مارخوتسیتسه (استان اشوی‌داشکسیه)
مارخوتسیتسه (به لهستانی: Marchocice) یک منطقهٔ مسکونی در لهستان است که در گمینا ستسمین واقع شده‌است.